# غاستون إيزابيل
غاستون إيزابيل هو سياسي كندي، ولد في 14 نوفمبر 1920 في غاتينو في كندا، وتوفي في 4 يونيو 2013. نشط حزبياً في الحزب الليبرالي الكندي. وقد انتخب عمدة وانتخب عضو مجلس العموم الكندي.